# Jakub Klášterka
Jakub Klášterka (28 april 1994) is een Tsjechisch autocoureur.

## Carrière
Klášterka begon zijn autosportcarrière in de eenzitters in 2009, toen hij zijn debuut maakte in de Formule Academy Euro Series. In zijn derde race op Oschersleben wist hij zijn eerste punten te halen. Ook behaalde hij nog twee derde plaatsen. Hij eindigde uiteindelijk op de elfde plaats in het kampioenschap.
In augustus 2009 nam Klášterka voor het team Krenek Motorsport deel aan de Scandinavische Formule Renault. In de twee races die hij reed eindigde hij als veertiende en twintigste, waardoor hij op de 35e plaats in het kampioenschap eindigde.
Na een afwezigheid van twee jaar keert Klášterka in 2012 weer terug op de baan in de GP3 Series voor het team Jenzer Motorsport.